# Minuscule (серіал)
Комашки (фр. Minuscule) — французький телевізійний серіал у форматі CGI та натуральної зйомки, вироблений компанією Futurikon і створений Елен Жиро та Томасом Сабо. Серіал складається з коротких нарисів, присвячених переважно різноманітним комахам, де їхнє буденне, повсякденне життя набуває гумористичного забарвлення. Це німа комедія, де стилізовані мультяшні персонажі накладаються поверх краєвидів реальних локацій сільської Франції. Окрім головних героїв, у другорядних ролях інколи з'являються тварини та люди, але в серіалі немає жодного справжнього розмовного діалогу. Повна відсутність діалогів в мультфільмі робить його доступним будь-якій аудиторії без перекладу або дублювання.
Самі творці серіалу порівнювали його з популярними медіа. Серед них — фільм «Мікрокосмос», документальні фільми про природу від National Geographic, мультфільми Текса Ейвері та студії Warner Brothers.
У 2013 році вийшов перший повнометражний фільм під назвою «Комахи: у Долині Мурашок».
У лютому 2017 року заявлено, що почалися зйомки другого повнометражного фільму під назвою «Minuscule 2: Les Mandibules du Bout du Monde». Вихід фільму був запланований на кінець 2018 року, прем'єра відбулася 30 січня 2019 року.

## Сюжет
Серіал складається з окремих коротких епізодів, кожен з яких має свою власну самостійну історію. У серіалі фігурують різноманітні специфічні та добре відомі види комах (усі без власних імен, за винятком екранізацій) та черевоногі молюски. Ці історії можуть зосереджуватися на одному з наступних персонажів:
- Сонечка
- Чорні мурашки
- Вогняні мурашки
- Павук-стрибун
- Червоний павук (не червоний павутинний кліщ)
- Зелена гусінь
- Пухка, синя гусениця
- Комар
- Оси
- Чорна, червоноока муха
- Коричнева міль
- Бежевий метелик
- Коник
- Равлик
- Бабка
- Жук-гнойовик
- Сороконіжка
- Цикада
- Помаранчевий джміль

Ссавці також зрідка з'являються, залежно від сюжету епізоду (наприклад, стадо корів на пасовищі), але, схоже, їх не цікавлять витівки комах. Якщо в першому сезоні люди вважалися другорядними персонажами, то в другому сезоні комахи більше взаємодіють з ними (ненавмисно чи ні).

## Епізоди

### 1-й сезон 1 частина (2006)
| № | Назва                                                    | Режисер             | Сценарист                    | Перший ефір     |
| --- | -------------------------------------------------------- | ------------------- | ---------------------------- | --------------- |
| 1 | «Сонечко» (фр. La coccinelle)                            | Thomas Szabo        | Nicolas Gallet, Thomas Szabo | 25 жовтня 2006  |
| Підступний павук намагається спіймати сонечко. |                                                          |                     |                              |                 |
| 2 | «Катапульта» (фр. Catapulte)                             | Aleksey Gorbunov    | —                            | 1 лютого 2006   |
| Коник ховається у високій зеленій траві, розважаючись, використовуючи свої потужні задні лапки, щоб підкидати в повітря комах, що проходять повз.                   |                                                          |                     |                              |                 |
| 3 | (фр. Bouse de là!)                                       | Scott Whyte         | —                            | 7 лютого 2006   |
| Гнойовий жук зайнятий штовханням своєї кульки, коли повз нього проповзає інший жук, який штовхає більшу кульку.                                                     |                                                          |                     |                              |                 |
| 4 | «Дві гусениці» (фр. Deux chenilles)                      | —                   | —                            | 14 лютого 2006  |
| Історія про двох гусениць-друзів. |                                                          |                     |                              |                 |
| 5 | «Мурашки» (фр. Les Fourmis)                              | Aleksey Gorbunov    | —                            | 21 лютого 2006  |
| Мурашки — вічні будівельники. Цього разу вони будують піраміди зі шматочків рафінаду.                                                                               |                                                          |                     |                              |                 |
| 6 | «Ув'язнений» (фр. Prisonnière)                           | —                   | —                            | 28 лютого 2006  |
| Дивний порятунок бджоли, що залетіла в будинок. |                                                          |                     |                              |                 |
| 7 | «Мрія равлика» (фр. Rêve d'escargot)                     | —                   | —                            | 1 березня 2006  |
| Равлики теж мріють проїхатися з вітерцем. |                                                          |                     |                              |                 |
| 8 | «Любовна історія» (англ. Love Story)                     | Aleksey Gorbunov    | —                            | 2 березня 2006  |
| Два сонечка змагаються за можливість залицятися до дами серця. Кому вона дістанеться?                                                                               |                                                          |                     |                              |                 |
| 9 | «Любитель поспати вранці» (фр. Grasse matinée)           | —                   | —                            | 4 березня 2006  |
| Найскладнішу роботу слід доручити ледареві. Бджілка успішно підтверджує цю тезу, виконавши усю денну норму збору пилку за один раз і відправившись додивлятися сни. |                                                          |                     |                              |                 |
| 10 | «Осиний пілотаж» (фр. Top guêpe)                         | —                   | —                            | 25 жовтня 2006  |
| Оса давно мріяла долетіти до Місяця. І одного дня намагається зробити це.                                                                                           |                                                          |                     |                              |                 |
| 11 | «Локшина» (фр. La nouille)                               | —                   | —                            | 8 березня 2006  |
| Невдачею закінчується спроба мух відібрати одна в одної локшину: вона стає іграшкою павука.                                                                         |                                                          |                     |                              |                 |
| 12 | «Міст через річку Бррр» (фр. Le pont de la rivière Bzzz) | —                   | —                            | 26 жовтня 2006  |
| Мурашки виявилися відрізаними від будинку широкою річкою. Але з їхньою працьовитістю і завзятістю вони знайдуть спосіб перебратися.                                 |                                                          |                     |                              |                 |
| 13 | «Повввітряна кулька» (англ. Zzzeplin)                    | Dzhangir Suleymanov | —                            | 12 березня 2006 |
| Павукові в павутину потрапила повітряна куля. Витягуючи її, павук опиняється на ній і стає аеронавтом.                                                              |                                                          |                     |                              |                 |
| 14 | «Жорстокий світ» (фр. Un monde de brutes)                | Aleksey Gorbunov    | —                            | 14 березня 2006 |
| Стонога намагається зробити запаси їжі. Але гусениця йде слідом і успішно їх знищує.                                                                                |                                                          |                     |                              |                 |
| 15 | «Понесені вітром» (фр. Coup de vent)                     | —                   | —                            | 16 березня 2006 |
| Полювання на мух в умовах шквального вітру для павуків багата небезпечними наслідками.                                                                              |                                                          |                     |                              |                 |
| 16 | «Тиша» (англ. Silence)                                   | —                   | —                            | 18 березня 2006 |
| Павука дратує моторошне капання води з незакритого крана і він намагається його закрити.                                                                            |                                                          |                     |                              |                 |
| 17 | «Пекельний мурашник» (фр. La fourmilière infernale)      | Aleksey Gorbunov    | —                            | 20 березня 2006 |
| Два загони мурашок змагаються в архітектурі мурашників. |                                                          |                     |                              |                 |
| 18 | «Хороша освіта» (фр. Une bonne éducation)                | —                   | —                            | 22 березня 2006 |
| Сонечко виховує дітей. |                                                          |                     |                              |                 |
| 19 | «Мрія гусениці» (фр. Rêve de chenille)                   | —                   | —                            | 24 березня 2006 |
| Гусениця усе життя мріяла політати поруч з бабками. І після перетворення на метелика у неї є шанс здійснити мрію.                                                   |                                                          |                     |                              |                 |
| 20 | «Жуйка» (англ. Chewing Gum)                              | Aleksey Gorbunov    | —                            | 24 березня 2006 |
| Купу прикрощів може заподіяти комахам шматочок жувальної гумки. |                                                          |                     |                              |                 |

## Виробництво
Виробництвом серіалу займається французька телекомпанія «Футурікон», прем'єрний показ відбувся на каналі «France 2» 25 жовтня 2006 року. Серіал налічує 178 серій, кожна з яких є самостійним твором з власним сюжетом.
Авторами серіалу є Елен Жиро і Томаш Сабо, Філіп Деларю — продюсер серіалу.

### Релізи
22 березня 2007 року у Франції у продажу з'явилися 3 DVD-диски з серіями мультфільму. Четвертий диск у продажу з'явився 4 вересня 2007 року.